# 3687 Dzus
Dzus (asteróide 3687) é um asteróide da cintura principal com um diâmetro de 28,61 quilómetros, a 2,1917766 UA. Possui uma excentricidade de 0,197325 e um período orbital de 1 648,08 dias (4,52 anos).
Dzus tem uma velocidade orbital média de 18,02455199 km/s e uma inclinação de 15,80792º.
Este asteróide foi descoberto em 7 de Outubro de 1908 por August Kopff.